# Подлесная (Вологодская область)
Подлесная — деревня в Сямженском районе Вологодской области.
Входит в состав Житьёвского сельского поселения, с точки зрения административно-территориального деления — в Филинский сельсовет.
Расстояние до районного центра Сямжи по автодороге — 31,5 км, до центра муниципального образования Житьёва по прямой — 15 км. Ближайшие населённые пункты — Бабино, Корниловская, Спасское.
По переписи 2002 года население — 5 человек.